# St. Marien-Hospital Köln

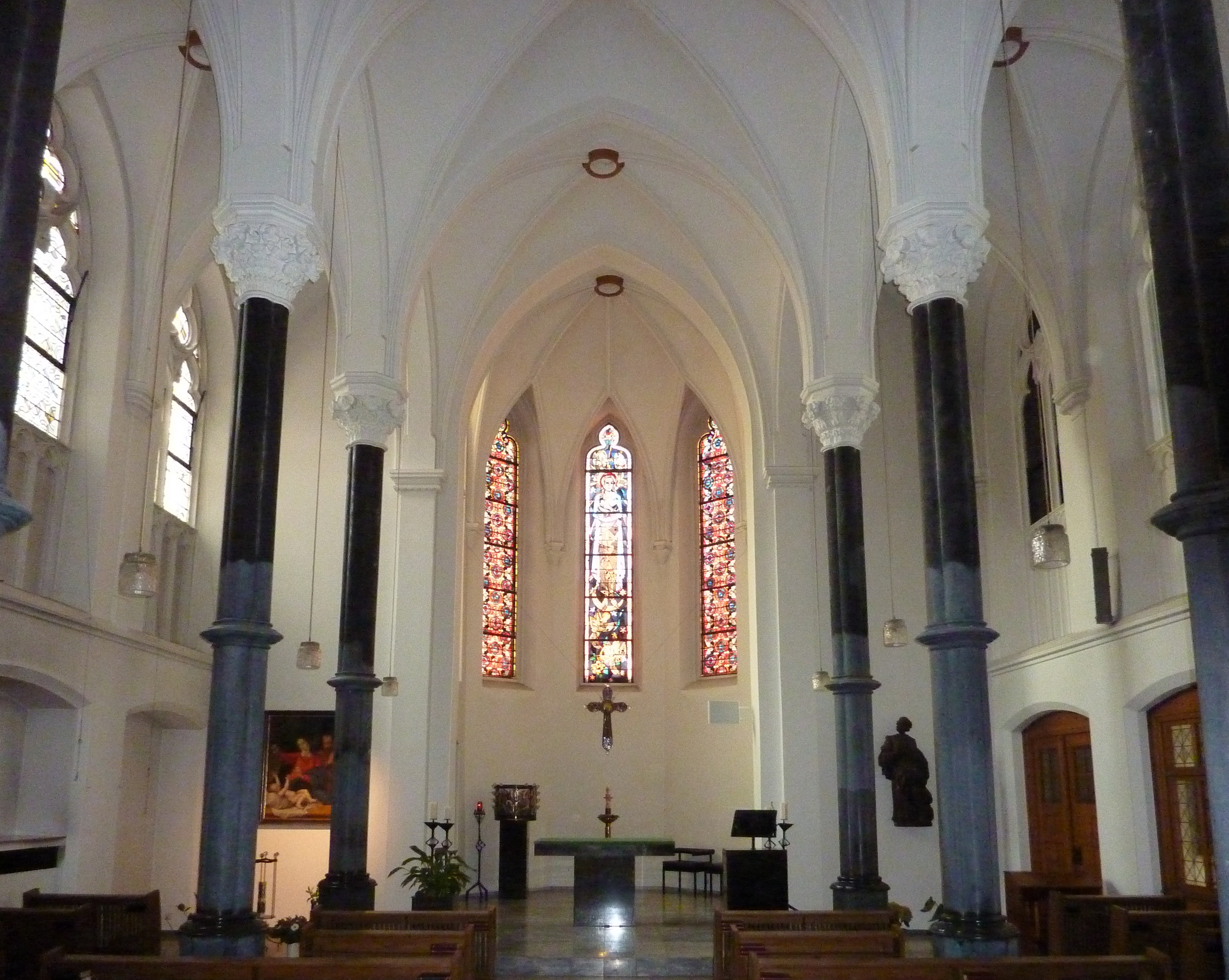
Die Kapelle des St. Marien-Hospitales, errichtet von August Carl Lange. Blick zum Chor

Das St. Marien-Hospital im Zentrum von Köln ist ein 1864 gegründetes Krankenhaus.
Das St. Marien-Hospital wird im Volksmund „Kunibertsklösterchen“ genannt, denn in seiner unmittelbaren Nähe liegt die Basilika St. Kunibert.

## Schwerpunkte der medizinischen Leistungen
Das Krankenhaus verfügt (Stand August 2008) über folgende Fachabteilungen/Leistungsschwerpunkte:
- Innere Medizin
- Geriatrie / Geriatrische Tagesklinik / Geriatrische Rehabilitationsklinik
- Neurologische und Fachübergreifende Frührehabilitation
- Radiologie mit Computertomographie

Das St. Marien-Hospital ist als Notfallkrankenhaus für die Versorgung der nördlichen Innenstadt von Köln zuständig.

## Geschichte
Das Krankenhaus wurde im Juli 1855 durch einen wohltätigen Verein katholischer Bürger gegründet, um „arme Kranke zur unentgeltlichen Pflege aufzunehmen“. Das Krankenhaus wurde 1858 von Eduard Kramer mit einer Kapazität von 222 Betten errichtet. Als die Witwe M. U. de Noël des Matthias Joseph de Noël am 7. Juni 1861 verstarb, vermachte sie dem Hospital 4.000 Taler. Witwe de Noël spendete auch dem Stift „Städtisches Marienhospital, Stiftung de Noël“, das nicht identisch war mit dem St. Marien-Hospital. Es erhielt am 4. November 1863 die Korporationsrechte und wurde, unter der Leitung von Max Müller, 1864 eröffnet und durch Erzbischof Johannes von Geissel eingeweiht, 1875 und 1879 baulich erweitert. Im Jahre 1883 schuf August Carl Lange die dreischiffige, neogotische Hallenkapelle.
Bis 1980 zeichneten im St. Marien-Hospital die „Armen-Schwestern vom heiligen Franziskus“ aus Aachen für die Pflege der Patienten verantwortlich.
Angesichts der sich im Laufe der Zeit verändernden sozialen Rahmenbedingungen hat sich das Krankenhaus über die Jahrzehnte hinweg zu einem modernen Akutkrankenhaus entwickelt. Heute ist es wichtiger Bestandteil der medizinischen Versorgung im Stadtzentrum von Köln.
Das Krankenhaus verfügt über 157 Betten, und jährlich werden rund 4000 Patienten stationär und über 9000 ambulant behandelt (Stand 2010). Im Jahr 2010 waren 338 Mitarbeiter im St. Marien-Hospital beschäftigt.

## Träger des Krankenhauses
Träger des Krankenhauses ist die St. Marien-Hospital GmbH. Das Krankenhaus ist angeschlossen an die Hospitalvereinigung St. Marien GmbH (HSM). Diese GmbH ist in die im Jahr 2003 gegründeten Stiftung der Cellitinnen zur Hl. Maria eingebunden.